# Васа Решпект
„Васа Решпект“ је роман српског књижевника Јакова Игњатовића који је издат у београдском часопису „Отаџбина“ 1875. Први пут у облику књиге штампан је 1913. са предговором Јована Скерлића у едицији Српске књижевне задруге (књ. 148), ондашњој најугледнијој српској књижевној едицији. Жанровски припада авантуристичком типу романа, са снажно наглашеним елементима друштвеног и пикарског романа.
Роман приповеда живот Васе Решпекта, плаховитог и ћудљивог, али у основи племенитог јунака, према коме се отац, родбина и сви људи неправедно односе. Након што одлази у хусаре и након што га отац проклиње исључивши га из наследства, Решпект чини низ непромишљених корака због којих испашта читав живот. У роману су приказане и револуционарне борбе из 1848.
Са становишта историјске периодизације „Васа Решпект“ припада епоси реализма, тачније његовој протореалистичкој или предрелистичкој фази у српској књижевности. Деретић истиче да је у питању роман о деградацији романтичарског јунака у неромантичној/реалистичној стварности. Приповедач стално наглашава да је Васа човек снажна духа, способан за велика дела, али створен за нека друга, боља, лепша времена.